# Любовь рабочего
Любовь рабочего (кит. трад. 勞工之愛情, упр. 劳工之爱情, пиньинь Laogong zhi aiqing, палл. Лаогун чжи айцин) или История разносчика фруктов (кит. трад. 擲果緣, упр. 掷果缘, пиньинь Zhi guo yuan, палл. Чжи го юань) — короткометражный немой фильм, снятый в Шанхае в 1922 году. Является самым ранним из сохранившихся до нашего времени китайских фильмов.

## История
Эта кинокомедия была создана друзьями Чжэн Чжэнцю и Чжан Шичуанем, которые только что основали кинокомпанию «Минсин», вскоре превратившуюся в крупнейшую кинокомпанию Китая того времени. Фильм был немым, и у него имелись титры как на китайском, так и на английском языке, что было необходимо в интернациональном Шанхае.

## Сюжет
Торговец фруктами Чэн влюбляется в дочь живущего по соседству доктора, однако тот не соглашается выдать дочь замуж, пока Чэн не сможет найти ему побольше пациентов. Проявив смекалку, Чэн выполняет требование будущего тестя.

## В ролях
- Чжэн Чжэгу —  торговец Чэн
- Чжэн Чжэнцю — доктор Чжу
- Юй Ин — дочь доктора